# Acanthodelta olivaceotincta
Acanthodelta olivaceotincta là một loài bướm đêm trong họ Noctuidae.